# Мінієрі
Мінієрі (рум. Minieri) — село у повіті Прахова в Румунії. Входить до складу комуни Філіпештій-де-Педуре.
Село розташоване на відстані 66 км на північний захід від Бухареста, 21 км на захід від Плоєшті, 75 км на південь від Брашова.

## Населення
За даними перепису населення 2002 року у селі проживали 1378 осіб, з них 1376 осіб (99,9%) румунів. Рідною мовою 1376 осіб (99,9%) назвали румунську.